# Arctia tapeta
Arctia tapeta är en fjärilsart som beskrevs av Smith 1957. Arctia tapeta ingår i släktet Arctia och familjen björnspinnare. Inga underarter finns listade i Catalogue of Life.